# Dogue du Tibet
Pour les articles homonymes, voir Tibet (homonymie).
Le dogue du Tibet ou mastiff du Tibet est une race de chien de travail d'origine ancienne, employée par les bergers nomades de l'Himalaya. Do-khyi, son nom tibétain, signifie littéralement « chien de porte » ou "chien attaché", il fut en effet le chien de garde traditionnel des monastères tibétains. Parmi les chiens tibétains, il est le seul qui soit classé dans le deuxième groupe, celui des molosses bien que les autres races tibétaines (lhassa apso, shi tzu, épagneul du tibet, terrier du tibet) soient des molossoïdes[réf. souhaitée].

## Histoire
S'il est une race qui, par la simple évocation de son nom, ouvre la porte sur le long et combien brumeux passé de nos compagnons canins, c'est bien celle du Dogue du Tibet.
C'est une race ancienne qui baigne dans la légende depuis sa découverte dans l'antiquité. Aristote fit mention du Dogue du Tibet dans son récit "L'Histoire des animaux".
Marco-Polo fut le premier européen à citer le Dogue du Tibet dans son Devisement du monde. Il y évoque le dogue du Tibet avec admiration, parlant de sa puissance, de sa forte personnalité et de sa fidélité à toute épreuve mais il fut aussi celui à lui faire le plus de tort: « ils ont des chiens mâtins grands comme des ânes, qui chassent les bêtes féroces et le sont eux-même ». Il les décrit dans son ouvrage comme étant énormes, puissants, féroces et  rugissant au lieu d'aboyer.
Il écrit aussi que c'est un chien "grand comme un âne et à la voix aussi puissante que celle d’un lion", en référence à sa taille qui était alors plus grande, et à son aboiement si caractéristique.
D’éminents cynologues européens du passé comme Martin et Youatt, Mégnin, Beckmann, Siber, de même que Strebel et Bylandt ont traité du Dogue du Tibet de manière intensive, fascinés qu’ils étaient par ses origines et par son rôle dans la culture tibétaine. Certains ont même considéré qu’il était à l’origine de tous les grands chiens de montagne et de tous les dogues.
La race est propre aux hauts plateaux de l'Himalaya, les bergers l'utilisent pour protéger des troupeaux de chèvres, yacks et moutons des prédateurs. Bien qu'il ait évolué, des traces possibles de son existence remontent à plus de trois mille ans. Une description a été faite environ 350 ans av. J.-C. par Aristote, puis par Marco Polo vers 1270.  Des chiens du Tibet auraient été donnés à Alexandre le Grand[réf. souhaitée].
Il est également donné comme ancêtre probable des chiens utilisés par les légions romaines, dont les caractéristiques se sont diffusées à travers l'Europe.[réf. souhaitée] Par cet intermédiaire ou non, certains[Qui ?] affirment qu'il est à l'origine de tous les molosses et chiens de montagne.
Le Dogue du Tibet ou Tibetan Mastiff est originaire du Tibet comme l'indique son nom, son histoire remonte à plusieurs millénaires et est étroitement lié à l'histoire et à la culture tibétaines.
Jusqu'au début des années 1800, le Tibet était un mystère pour les étrangers, peu d'Occidentaux étant autorisés à accéder à sa splendeur lointaine. De même, on savait peu de choses sur les chiens du pays. Pendant des siècles, le Dogue du Tibet est resté relativement isolé, préservant ainsi son patrimoine génétique unique.
Ils étaient et sont initialement élevés par les nomades tibétains. 
Le rôle de ce chien géant est de protéger le bétail et les campements des bergers nomades ainsi que de protéger et garder l'entrée des monastères tibétains. 
Les Dogues du Tibet sont très souvent attachés à l’entrée des portes, de ce fait son nom tibétain, Do-khyi, signifie littéralement "chien de porte" mais pourrait également signifier « chien attaché ».
En raison de leur rôle essentiel dans la préservation des troupeaux et des monastères, et aussi des croyances du peuple tibétain en la réincarnation, les Dogues du Tibet sont vénérés et considérés comme sacrés par les Tibétains. 
Les deux premiers Dogues du Tibet à atteindre les rivages de l’Occident furent offerts au roi d’Angleterre Georges IV par le botaniste danois Nathaniel Wallich en juillet 1828.
Puis en 1848, Lord Hardinge donna en personne à la reine Victoria un mâle Dogue du Tibet nommé « Bout », offert par le maharaja du Cachemire. 
L'histoire du Dogue du Tibet est un rappel de la relation profonde entre l'homme et le chien, ainsi que de l'importance de préserver les races ancestrales. 

## Description

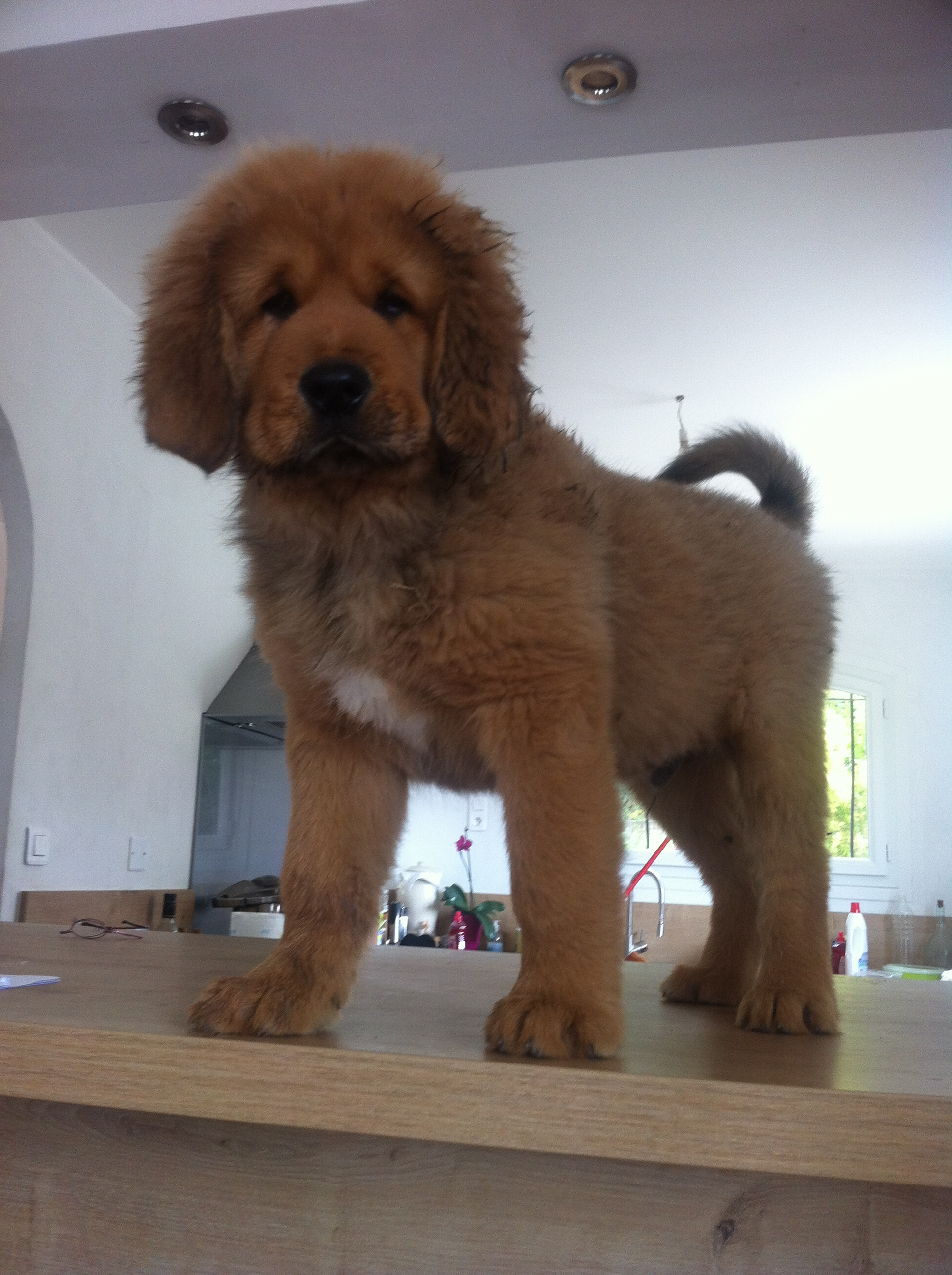
Un chiot âgé de 3 mois.

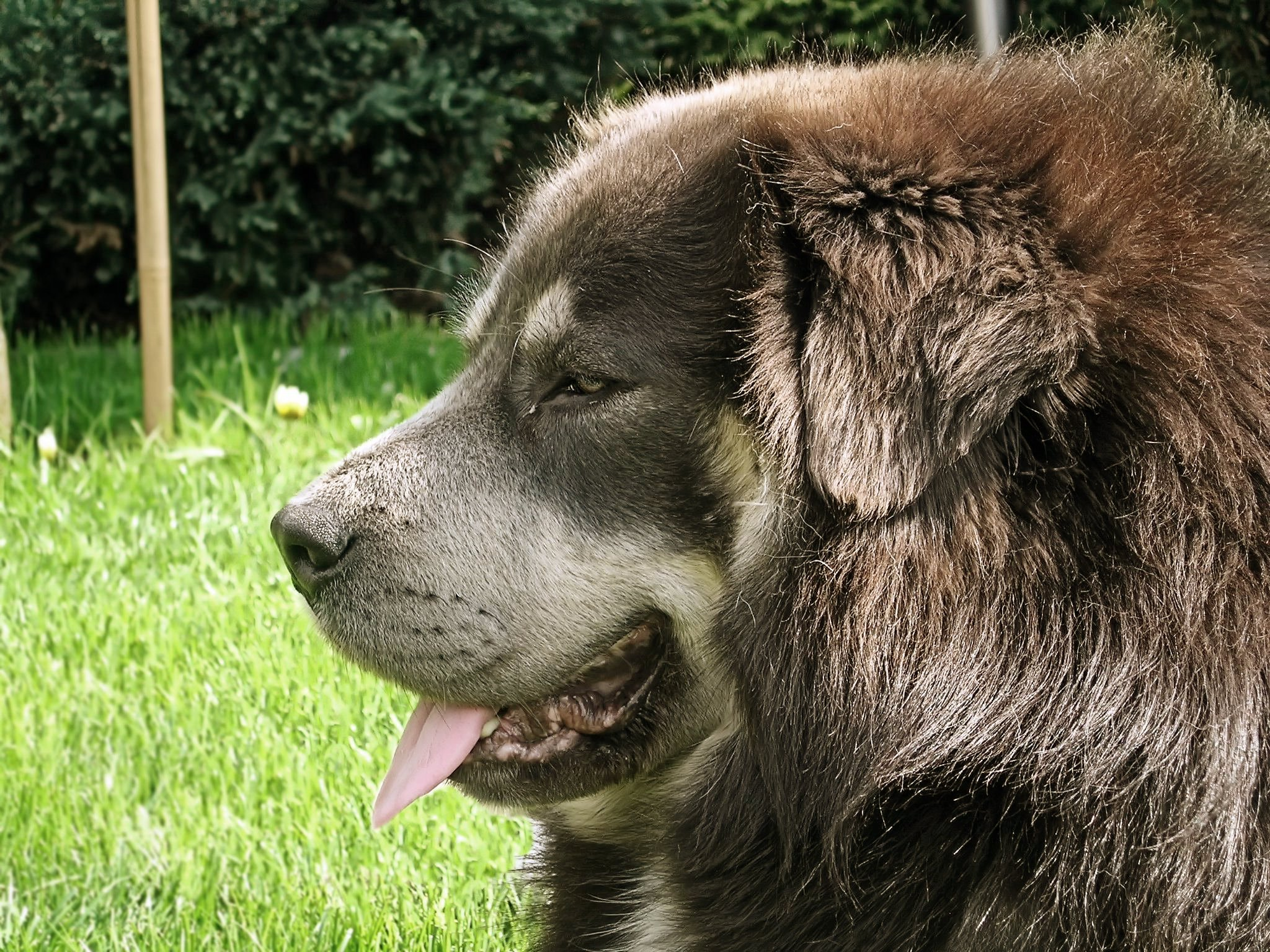
Portrait d'un Dogue du Tibet, avec une crinière bien visible.

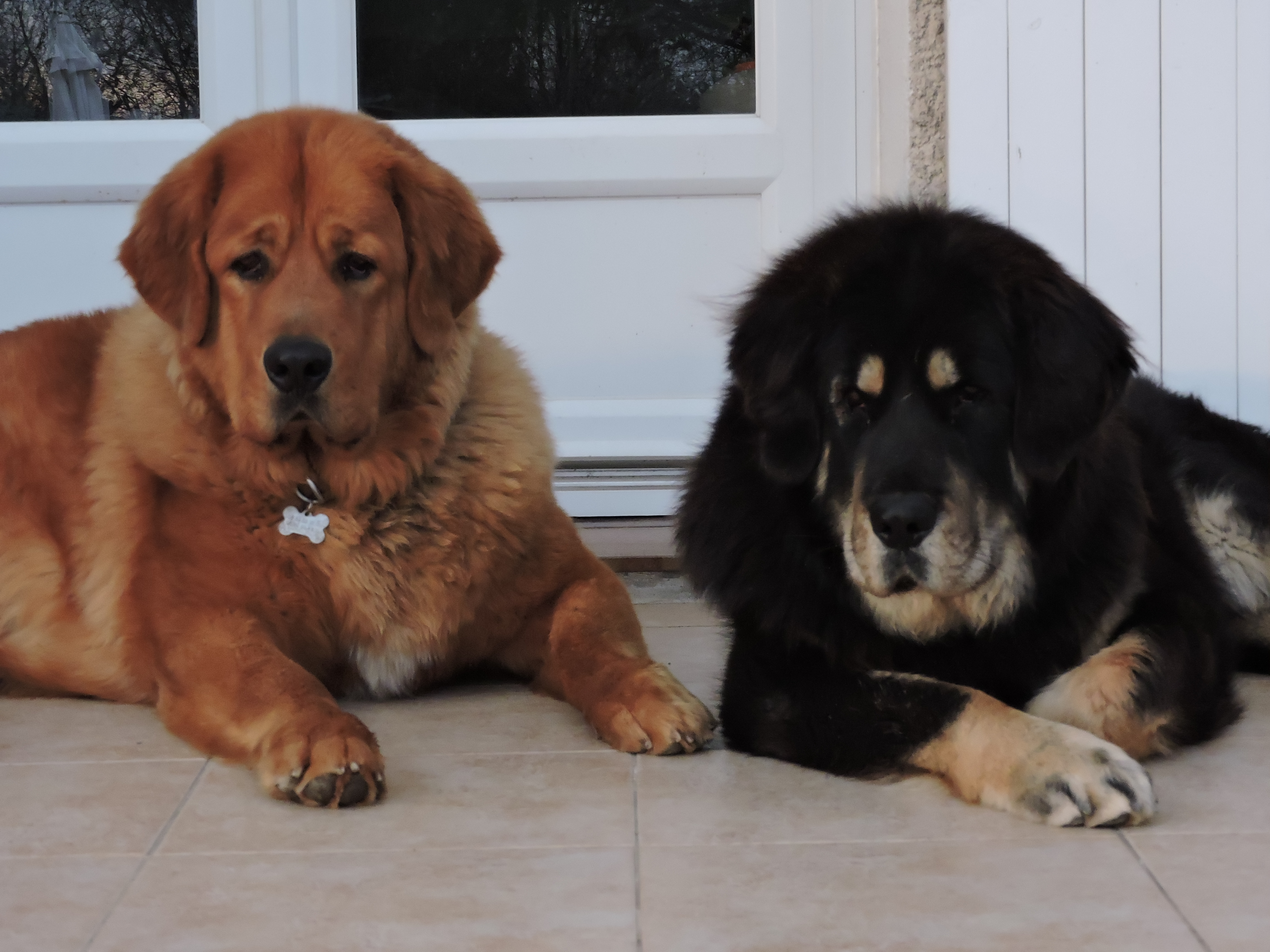
Portrait d'un couple Dogue du Tibet de couleur standard.

Il peut être de couleur : noir, noir et feu, bleu, bleu et feu, fauve ou fauve charbonné (= zibeline).
On peut également trouver une étoile blanche sur le poitrail.
Le Dogue du Tibet, ou Mastiff Tibétain, est un grand chien doté d'une bonne ossature. Il revêt un aspect impressionnant, grave et sérieux.  Son allure fière allie majestueusement robustesse, résistance et élégance.
Il présente un corps puissant et musclé. Sa queue imposante et touffue est joliment roulée sur elle-même. Ses oreilles, de taille moyenne et de forme triangulaire, pendent discrètement le long de sa tête, et sa tête est entourée d’une belle crinière de poils qui fait penser à un lion.
Le Dogue du Tibet possède un poil mi long, épais et abondant. C’est un chien qui se construit lentement, sa croissance est longue et peut durer jusqu’à 3 ans pour une femelle, 4 pour un mâle.

## Diffusion

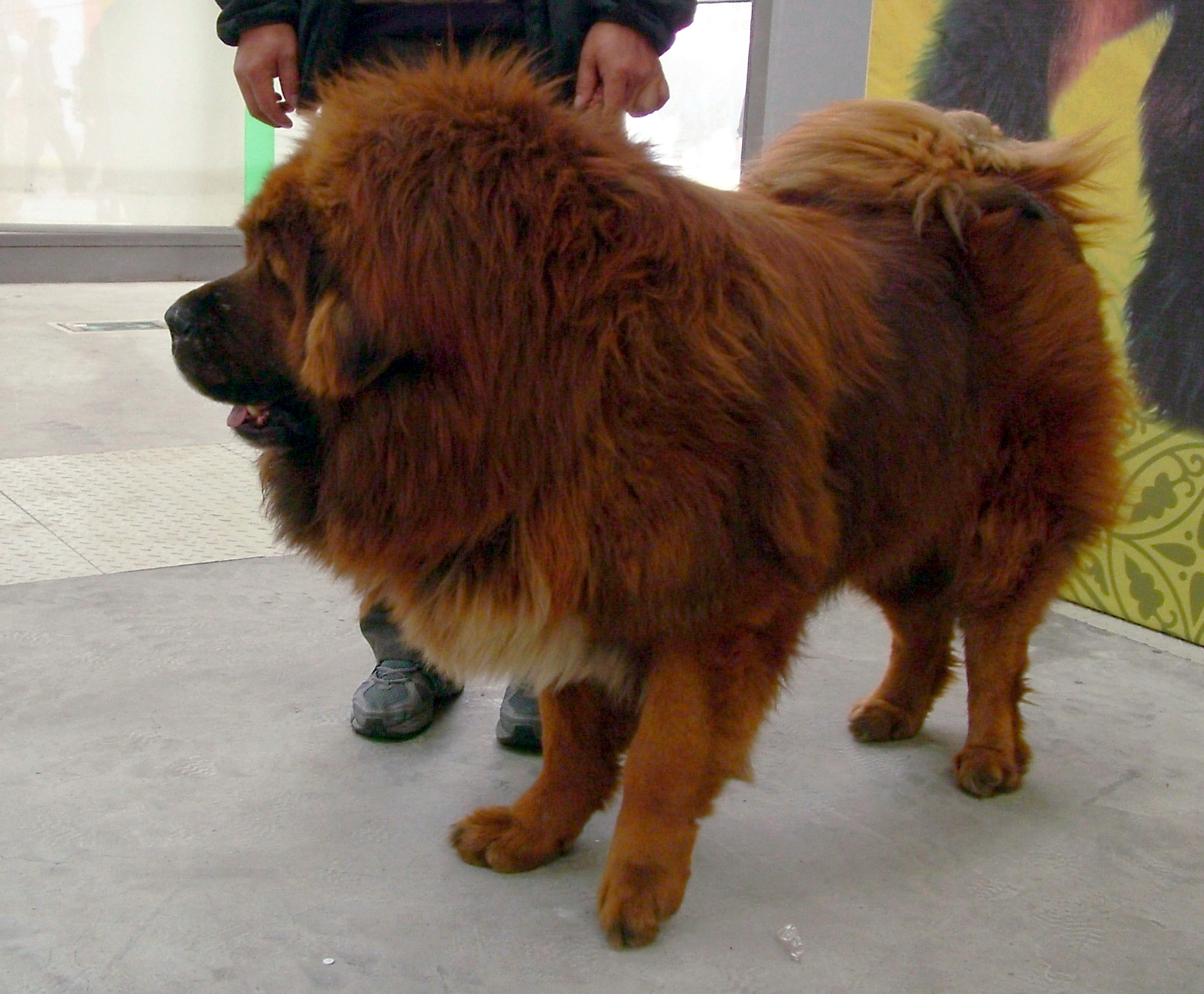
Un Mastiff chinois présenté en Chine.

À la fin du XXe siècle, pour le meilleur, mais aussi le pire, ils sont devenus un objet de désir pour les baofahu, les nouveaux riches chinois, aux côtés de la grosse cylindrée et de la montre hors de prix.
À partir de cet instant, le nombre d’élevages de mastiffs a décollé dans la région du Tibet, en particulier autour de la préfecture autonome tibétaine de Yushu, dans la province du Qinghai, alors que les prix de ces animaux – estimés alors autour de 500 euros – s’envolaient. En 2011, un mastiff de 11 mois fut même vendu plus de un million d’euros lors d’une foire organisée à Hangzhou, dans la province du Zhejiang ! Un chiffre record, toutes races de chiens confondues.
Puis la bulle du mastiff a dégonflé sous l’effet du ralentissement économique, mais aussi de la lutte contre la corruption engagée par l’équipe du nouveau président Xi Jinping : afficher trop ostensiblement sa fortune, dont des chiens hors de prix, est devenu moins tendance, sous peine d’être l’objet d’une enquête pour enrichissement illicite. Depuis, «le marché n’est plus comme avant», se désole Huibin Zhang, un éleveur de 54 ans de la province de Shanxi, dans le nord-est de la Chine. Il refuse de donner des chiffres, mais concède : «Nous avons dû réduire le nombre des chiots que nous élevons.» Si cet éleveur s’en sort grâce à l’excellente réputation de son établissement, ce n’est pas le cas de beaucoup de ses collègues chinois ou tibétains.Les ventes de chiens élevés dans la Région autonome du Tibet sont passées de 10 000 avant 2012 à 3 000 en 2015, selon la Tibetan Mastiff Association locale... Près d’un tiers des élevages de la région ont dû fermer leurs portes. Certains des chiens errent désormais sur les hautes plaines du Tibet, et parfois, réunis en meutes, deviennent violents et terrorisent des touristes chinois, voire des Tibétains qui n’avaient jusqu’alors jamais eu de problèmes avec cette espèce. Un effet de mode chinois aura ainsi transformé le chien de garde du Tibet en prédateur...

## Dans la culture
- Film chinois Le Chien du Tibet.
- Roman de Gerileqimuge Grue-Noire, Flamme, Arles, Picquier, 2011.
- Max, le meilleur ami de l'homme (1993), film écrit et réalisé par John Lafia (États-Unis).
- Kundun (1997), film réalisé par Martin Scorsese (États-Unis), où apparaissent quelques chiens.
- Le film d'animation Rock Dog (2016) mettait en vedette deux Dogues du Tibet nommés «Bodi» et «Khampa» (exprimés respectivement par Luke Wilson et J. K. Simmons).